# تپه ناز بانو
تپه ناز بانو مربوط به عصر مس - عصر مفرغ - عصر آهن - دوره ساسانیان است و در شهرستان خرم‌آباد، بخش زاغه، دهستان قائد رحمت، ۲۰۰ متری جنوب غرب روستای خلیلان واقع شده و این اثر در تاریخ ۲۸ اسفند ۱۳۸۵ با شمارهٔ ثبت ۱۸۵۲۸ به‌عنوان یکی از آثار ملی ایران به ثبت رسیده است.